# Lagtingsvalget 1928
Lagtingsvalget på Færøerne 1928 blev afholdt 23. januar 1928.
Javnaðarflokkurin stillede til valg for første gang.

## Resultater
| Parti                | Tilslutning | Mandater i Lagtinget | Ændring fra 1924 (mandater) | Ændring fra 1924 (%) |
| -------------------- | ----------- | -------------------- | --------------------------- | -------------------- |
| Sambandsflokkurin    | 46,1 %      | 10                   | -3                          | -12,6                |
| Sjálvstýrisflokkurin | 42,3 %      | 11                   | +1                          | 3,2                  |
| Javnaðarflokkurin    | 10,6 %      | 2                    | nyt                         | 10,6                 |
| Løsgængere           | 1,0 %       | 0                    | —                           | -1,2                 |

## Eksterne Henvisninger
- Hagstova Føroya — Íbúgvaviðurskifti og val (Færøsk statistik)